# آنتونیا مووری
آنتونیای موری (۲۱ مارس ۱۸۶۶–۸ ژانویه ۱۹۵۲) یک ستاره‌شناس آمریکایی بود که فهرست اولیه مهمی از طیف ستاره ای را منتشر کرد.

## زندگی‌نامه
آنتونیو کوتانا د پیاوا پریرا موری در سال ۱۸۶۶ در نیویورک در بهار کلاسیک متولد شد. او به خاطر مادربزرگ مادرش Antonia Coetana de Paiva Pereira Gardner Draper، که متعلق به خانواده اشخاصی است که از ناپلئون به پرتغال برزیل فرار کرده بود، نامگذاری شد. جنگ‌های بناپارت پدر موری پدر و مادری میتون موری، یکی از فرزندان سارا میتون موری، یکی از فرزندان سارا میتون موری بود. مادر موری، ویرجینیا دراپر، دختر آنتونی کوئتاانا د پیاوا پرایرا گاردنر و دکتر جان ویلیام دراپر بود.
موری همچنین نوه جان ویلیام دراپر و خواهرزاده هنری دراپر بود، هر دو پیشگام ستاره شناسان. به همین ترتیب، جوانان آنتونیا و دو خواهر و برادرش در سن بسیار زودهنگام در معرض علم قرار گرفتند. خواهر کوچکترش، کارلوتا موری، برای تبدیل شدن به یک زمین‌شناس، استراتژیگر، دیرینه‌شناسی شد.
آنتونیا موری در کالج واسار حضور داشت و در سال ۱۸۸۷ با افتخارات در فیزیک، نجوم و فلسفه فارغ‌التحصیل شد. در آنجا، او تحت نظارت معروف ستاره‌شناس ماریا میچل مورد مطالعه قرار گرفت.

## کار نجومی

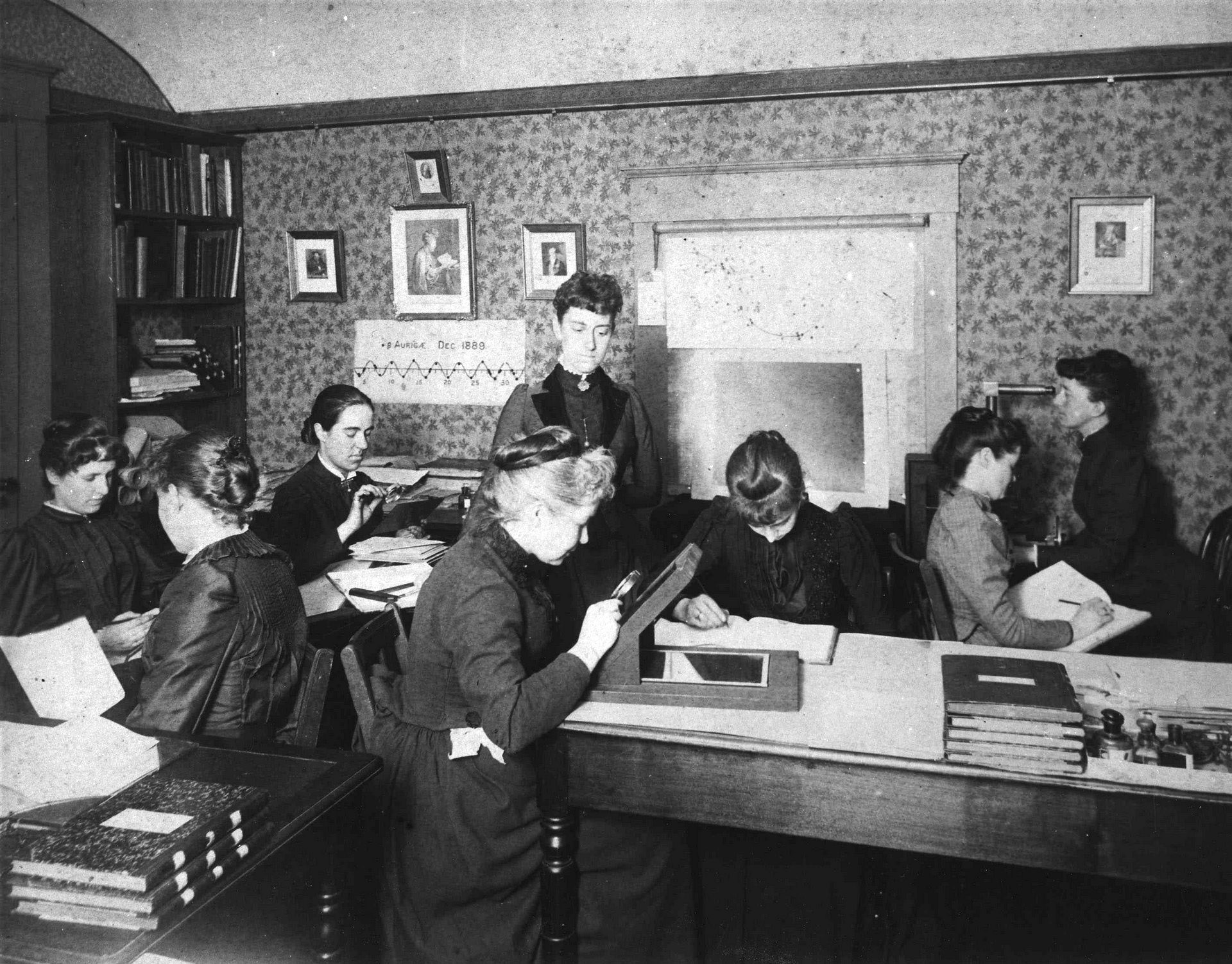
کامپیوترها هاروارد در محل کار، از جمله [هنریتا سوان لوییت] (۱۸۲۱–۱۹۶۸)، آنی پرش کانن (۱۸۶۳–۱۹۴۱)، ویلیامینا فلمینگ (۱۸۵۷–۱۹۱۱)، و آنتونیا موری (۱۸۶۶–۱۹۵۲)

پس از تکمیل کار کارشناسی خود، موری برای کار در رصدخانه کالج هاروارد به عنوان یکی از هاروارد کامپیوترها، زنان بسیار ماهر که داده‌های نجوم را پردازش می‌کردند، کار می‌کرد. در این ظرفیت، موری طیف ستاره ای را مشاهده کرد و یک کاتالوگ مهم از طبقه‌بندی‌ها را در سال ۱۸۹۷ منتشر کرد.
ادوارد چارلز پیکرینگ، مدیر رصدخانه، مخالف سیستم طبقه‌بندی و توضیح پهنای خطوط مختلف موری بود. در پاسخ به این واکنش منفی به کار او، تصمیم گرفت که رصدخانه را ترک کند. با این حال، اخترشناسی دانمارکی دانمارک Ejnar Hertzsprung ارزش مقادیر خود را متوجه شد و از سیستم‌های خود برای شناسایی ستاره‌های غول پیکر و کوتوله استفاده کرد.
در سال ۱۹۰۸ موری به رصدخانه کالج هاروارد رفت و در آنجا به مدت چندین سال باقی ماند. معروف‌ترین کار او تحلیل اسپکتروسکوپی ستاره دوتایی Beta Lyrae بود که در سال ۱۹۳۳ منتشر شد.

## سالهای بعد
پس از بازنشستگی، موری پیروی از طبیعت و حفاظت را دنبال کرد. او از تماشای پرنده لذت می‌برد و برای نجات درختان دره ساکویا از جنگ در دوران جنگ مبارزه کرد. برای سه سال، موری همچنین به عنوان مدیر خانه جان ویلیام دراپر در هاستینگز هادسون، نیویورک، جایی که پدربزرگ و عمو پدر و مادری او را ساختند، و اولین عکس‌های ماه که از طریق یک تلسکوپ دیده می‌شد، خدمت می‌کردند.
موری در تاریخ ۸ ژانویه ۱۹۵۲ در Dobbs Ferry, New York در نیویورک درگذشت.

## جوایز

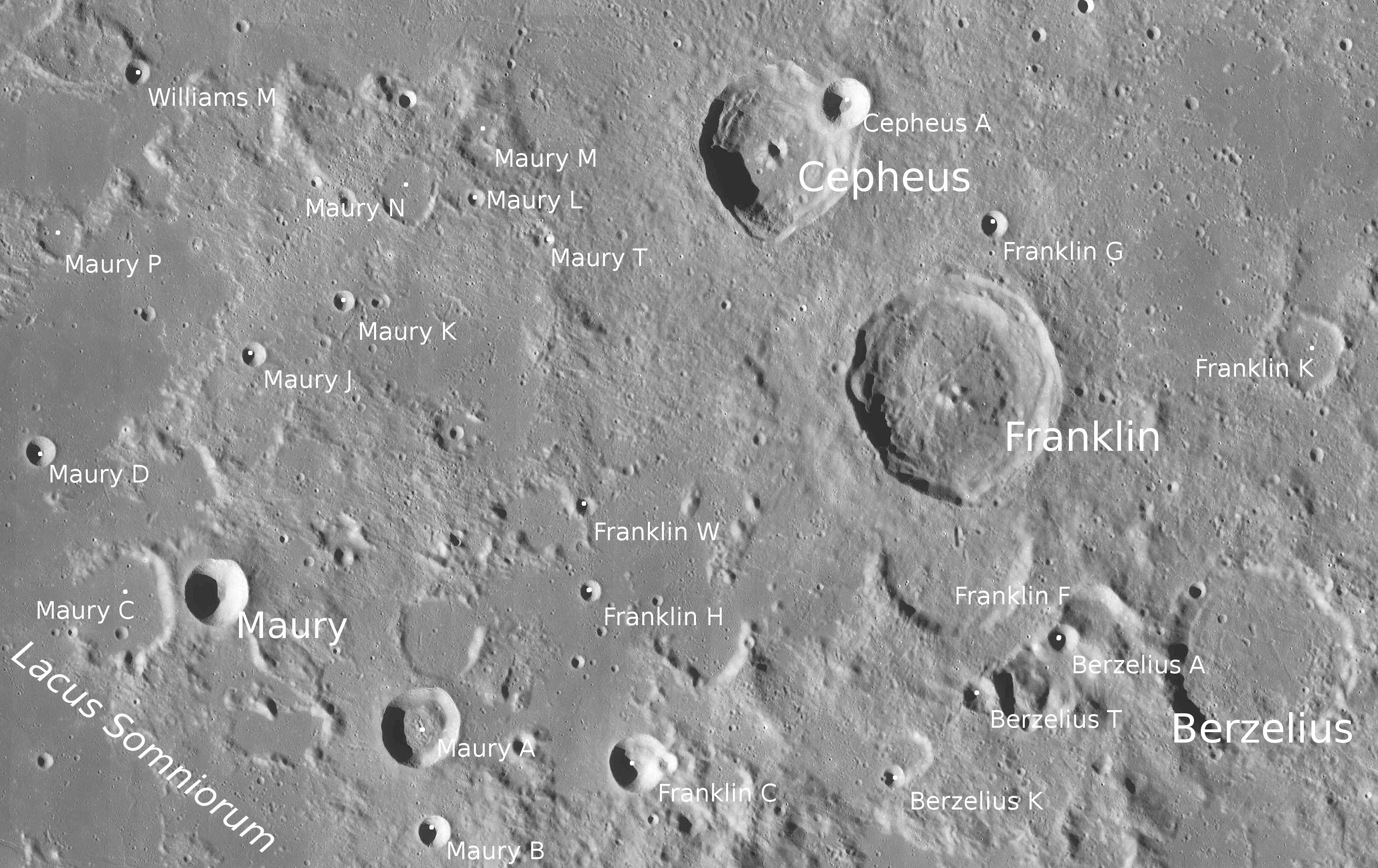
دهانه قمری موری

در سال ۱۹۴۳، آنتونیای موری از جایزه انی پرنده کانن در نجوم توسط انجمن نجوم آمریکایی اهدا شد.
دهانه قمری موری و تعدادی از دهانه‌های کوچکتر اژه برای نام آنتونیا موری نامگذاری شده‌است. آنها در اصل برای پسر عموی خود، فرمانده متی فونتین موری، نیروی دریایی ایالات متحده نامگذاری شده و شاید تنها ویژگی‌های ماهانه مشترک دو پسر عموی خود باشند.